# Lischkeia alwinae
Lischkeia alwinae is een slakkensoort uit de familie van de Eucyclidae. De wetenschappelijke naam van de soort is voor het eerst geldig gepubliceerd in 1871 door Lischke.